# Госейнабад (Шазанд)
Госейнабад (перс. حسين اباد) — село в Ірані, у дегестані Кугсар, у Центральному бахші, шагрестані Шазанд остану Марказі. За даними перепису 2006 року, його населення становило 482 особи, що проживали у складі 112 сімей.

## Клімат
Середня річна температура становить 11,80 °C, середня максимальна – 31,26 °C, а середня мінімальна – -11,13 °C. Середня річна кількість опадів – 265 мм.
| Клімат поселення                              | Клімат поселення | Клімат поселення | Клімат поселення | Клімат поселення | Клімат поселення | Клімат поселення | Клімат поселення | Клімат поселення | Клімат поселення | Клімат поселення | Клімат поселення | Клімат поселення | Клімат поселення |
| Показник                                      | Січ.             | Лют.             | Бер.             | Квіт.            | Трав.            | Черв.            | Лип.             | Серп.            | Вер.             | Жовт.            | Лист.            | Груд.            |                  |
| Середній максимум, °C                         | 6,36             | 8,65             | 13,74            | 19,06            | 24,14            | 29,30            | 31,21            | 31,26            | 26,74            | 20,79            | 14,02            | 8,27             |                  |
| Середня температура, °C                       | −2,38            | −0,1             | 5,01             | 10,31            | 15,38            | 20,56            | 24,60            | 24,67            | 20,15            | 14,20            | 7,41             | 1,70             |                  |
| Середній мінімум, °C                          | −11,13           | −8,84            | −3,73            | 1,58             | 6,63             | 11,82            | 18,01            | 18,09            | 13,57            | 7,61             | 0,83             | −4,91            |                  |
| Норма опадів, мм                              | 42               | 40               | 49               | 34               | 25               | 4                | 1                | 1                | 0                | 6                | 25               | 38               |                  |
| Середньомісячна швидкість вітру, м/с          | 1.32             | 1.95             | 2.63             | 2.85             | 2.58             | 2.46             | 2.61             | 2.24             | 2.29             | 1.91             | 1.54             | 1.31             |                  |
| Середньомісячна сонячна радіація, кДж/м²·день | 9659             | 12828            | 15394            | 18595            | 22569            | 26980            | 25961            | 24341            | 21481            | 16162            | 11424            | 9398             |                  |
| --------------------------------------------- | ---------------- | ---------------- | ---------------- | ---------------- | ---------------- | ---------------- | ---------------- | ---------------- | ---------------- | ---------------- | ---------------- | ---------------- | ---------------- |
| Джерело:                                      |                  |                  |                  |                  |                  |                  |                  |                  |                  |                  |                  |                  |                  |